# Ngake
Ngake är en ö i Cooköarna (Nya Zeeland). Den ligger i den norra delen av landet. Ön har en flygplats och lite bebyggelse.